# 姆斯季斯拉夫尔
姆斯季斯拉夫尔（羅馬化：Mscislaŭ，發音：[msʲt͡sʲiˈsɫau̯] ⓘ，羅馬化：Mstislavl'，發音：[msʲtʲɪˈslavlʲ]）是白俄羅斯东部莫吉廖夫州姆斯季斯拉夫爾區城市及该区行政中心，位於索日河的支流沿岸，距離莫吉廖夫州首府莫吉廖夫95公里，毗鄰俄羅斯邊境，2023年人口数量为10,063人。